# Yeonggwang
Yeonggwang (Yeonggwang-gun, âm Hán Việt: Linh Quang quận) là một huyện của tỉnh Jeolla Nam, Hàn Quốc. Huyện này có diện tích 472,97 km².

## Nhà máy điện nguyên tử
Nhà máy điện nguyên tử Yeonggwang được thiết lập năm 1979 và đã được mở rộng công suất. Hiện nay có 6 nhà máy. Năm 2007, các nhà máy này đã được xếp thứ 3 thế giới về mức độ sử dụng.

## Thành phố kết nghĩa
- Gwangjin-gu, Hàn Quốc